# Казахська державна художня галерея імені Т. Г. Шевченка
Каза́хська держа́вна худо́жня галере́я і́мені Т. Г. Шевче́нка — казахська державна художня галерея імені Тараса Шевченка в місті Алмати (Казахстан) заснована в 1935 році. Головними її завданнями було збір найкращих творів казахських художників і творів мистецтв пов'язаних з Казахстаном, організація творчих відряджень художників і митців теренами СРСР та Казахстану.
У її зібраннях перебували предмети мистецтва, створені російськими та казахськими, а також іноземними художниками. Галерея носила ім'я видатного українського поета і художника Тараса Шевченка. Деякі джерела й досі зазначають, що раніше так називався Державний музей мистецтв Казахської РСР.
У 1936 році музеї Москви та Ленінграда передали до галереї значну кількість творів живопису, графіки, скульптури і прикладного мистецтва. Найпершою експозицією стали художні твори Тараса Шевченка, мальовані ним в період заслання середини 19 століття. До кінця 50-х років фонди галереї налічували понад 5 тисяч експонатів, у тому числі картини, репродукції творів дореволюційних і радянських художників, казахських, західноєвропейських і східних майстрів мистецтв.
У 1970 році в Алмати було створено Музей народного прикладного мистецтва. Його колекція складалась із предметів народних промислів Казахстану, в тому числі — кращих зразків килимів виробів. У 1976 році музейні колекції об'єднали в один заклад — Державний музей мистецтв Казахської РСР. Тоді ж вся експозиція переїхала до приміщення, у якому знаходиться й зараз.